# Frans Timmermans
Frans Timmermans (n. 6 mai 1961, Maastricht, Țările de Jos) este un politician și diplomat neerlandez. Din 2014 ocupă funcția de Prim-vicepreședinte al Comisiei Europene și Comisar european pentru o mai bună legiferare, relații interinstituționale, statul de drept și Carta drepturilor fundamentale. Anterior a fost ministru al afacerilor externe (2012-2014) și secretar de stat pentru afaceri europene (2007-2010) în Regatul Țărilor de Jos. A fost membru al Camerei Reprezentanților din 1998 până în 2007 și din 2010 până în 2012. 
Este membru al Partij van de Arbeid, parte a Partidului Socialiștilor Europeni. Timmermans a fost un funcționar olandez în guvernul Țărilor de Jos din 1987 până în 1998, până când a devenit activ în politică.

## Biografie
Timmermans s-a născut la 6 mai 1961, la Maastricht, în provincia olandeză Limburg, într-o familie romano-catolică.
A urmat școala elementară la Sint-Stevens-Woluwe în Belgia, apoi, în 1972, o școală engleză privată la Roma. Din 1975 până în 1980 a urmat cursurile Athenaeum Bernardinuscollege din Heerlen. A studiat literatura franceză în Olanda apoi dreptul european la universitatea din Nancy, în Franța.
În afară de limbile materne limburgheza și neerlandeza, Timmermans este fluent în italiană, rusă, franceză, germană și engleză.

## Politică
În 1987, s-a angajat la direcția de Integrare a ministerului neerlandez al Afacerilor Externe, iar în 1990 a fost numit Secretar II la Ambasada Țărilor de Jos la Moscova. După trei ani s-a întors în țară, la Direcția Generală de Cooperare pentru Dezvoltare a ministerului. La 15 martie 1994 a părăsit ministerul afacerilor externe devenind asistent al comisarului european Hans van den Broek. Un an mai târziu a devenit Consilier principal și secretar privat pentru Max van der Stoel, Înaltul Comisar pentru Minoritățile Naționale din Organizația pentru Securitate și Cooperare în Europa (OSCE).
După alegerile generale din Țările de Jos din 1998, Timmermans a fost ales membru al Camerei Reprezentanților pentru Partidul Muncii. A fost vicepreședinte al Comisiei pentru afaceri externe din noiembrie 2001 până în septembrie 2002, când a devenit președinte al Comisiei pentru afaceri economice (până la 18 martie 2003), apoi din nou vicepreședinte al Comisiei pentru afaceri externe până în 2007.
A fost membru al Adunării Parlamentare a Consiliului Europei, din 21 septembrie 1998 până la 22 februarie 2007. A fost reales în Camera Reprezentanților după alegerile generale din 2002 și 2003.

### Secretar de stat
După alegerile generale din Țările de Jos din 2006, Partidul Muncii, Apelul Creștin Democrat (CDA) și Uniunea Creștină (CU) au format o coaliție care a dus la formarea cabinetului Balkenende IV. Timmermans a devenit secretar pentru afaceri externe și a fost responsabil pentru coordonarea politicii guvernamentale față de Uniunea Europeană și i s-a conferit titlul diplomatic de ministru al afacerilor europene în timpul vizitelor internaționale. O temă importantă a mandatului său ca secretar pentru afaceri europene a fost creșterea sprijinului pentru integrarea europeană. Acest lucru s-a realizat atât prin căutarea unei influențe mai mari a cetățenilor asupra politicilor europene, cât și prin îmbunătățirea comunicării și a percepției publice.
Tratatul de la Lisabona a fost semnat în timpul funcției sale de secretar, și pentru care Timmermans și prim-ministrul Jan Peter Balkenende au făcut lobby cu succes pentru a asigura un rol mai important parlamentelor naționale în procesul decizional al Uniunii Europene. În februarie 2010, NATO a cerut oficial Țărilor de Jos să-și extindă implicarea militară în Grupul de acțiune Uruzgan. Partidul Muncii s-a opus cu fermitate prelungirii misiunii, iar la 23 februarie 2010 cabinetul Balkenende IV a căzut după ce Partidul Muncii și-a retras oficial sprijinul și toți membrii cabinetului Partidului Muncii au demisionat.

### Ministru de Externe

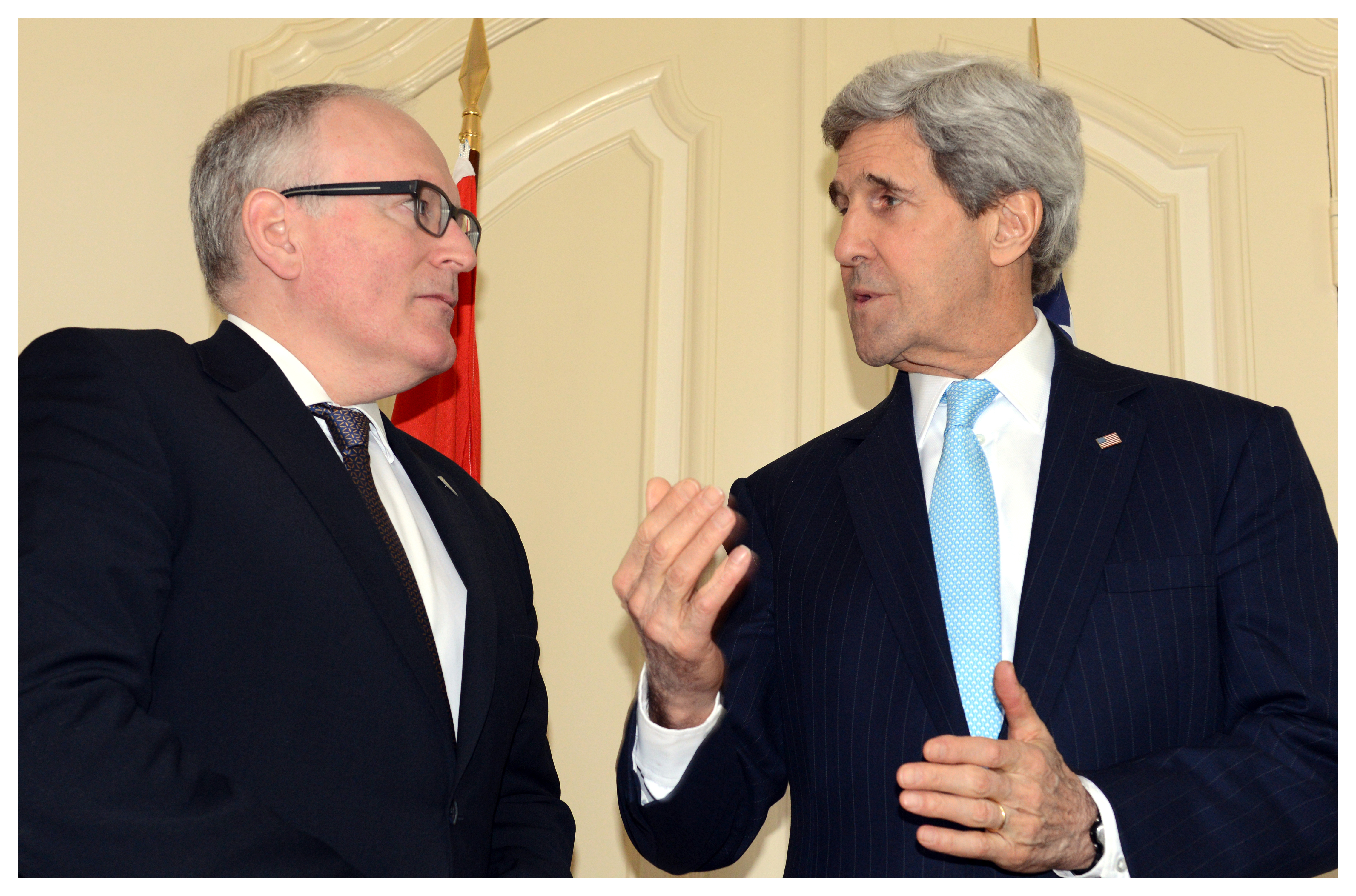
Timmermans cu secretarul de stat american John Kerry la Summit-ul de securitate nucleară 2014.

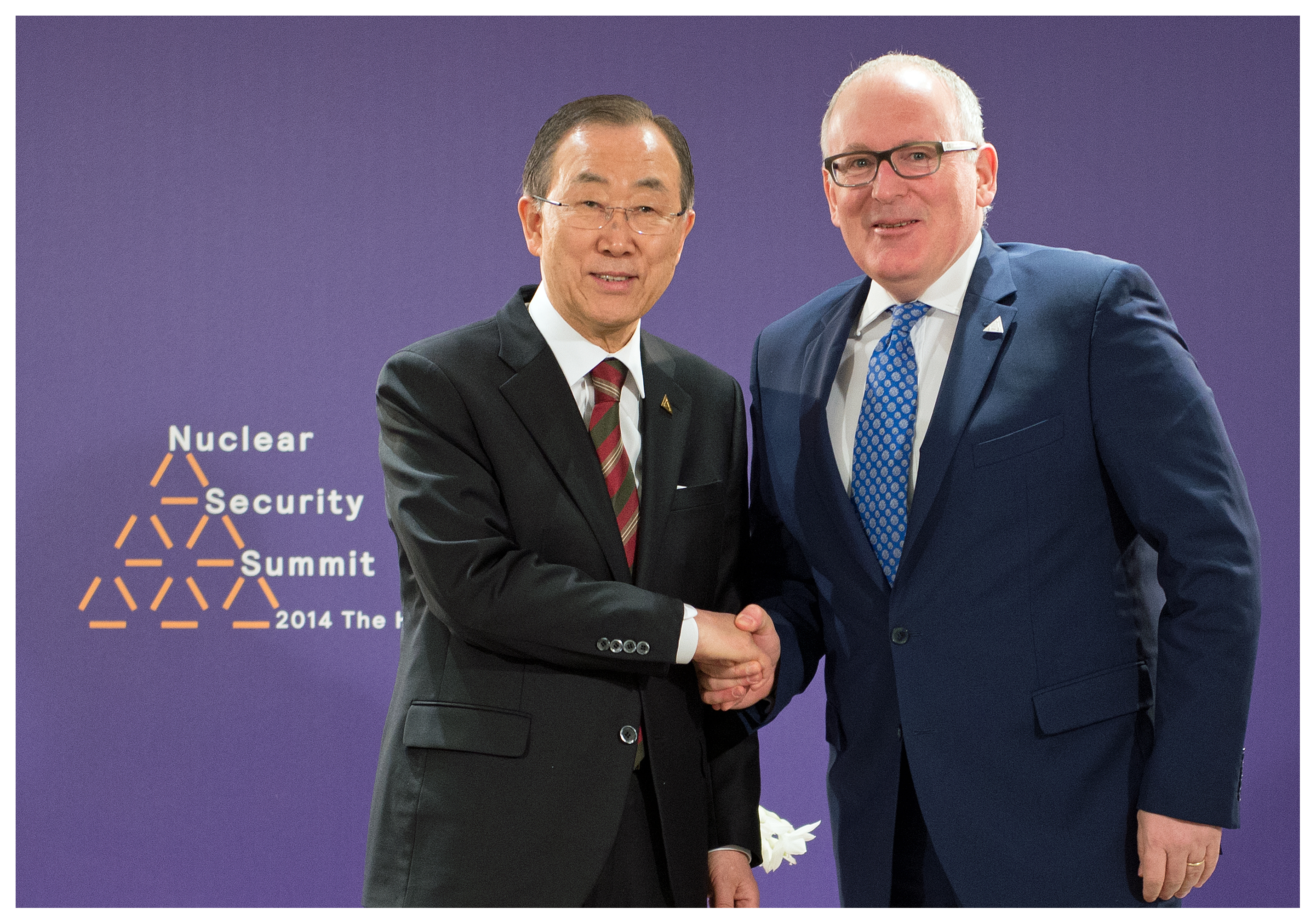
Timmermans cu Secretarul general al Națiunilor Unite Ban Ki-moon la Summit-ul de securitate nucleară 2014.

Alegerile generale din Țările de Jos din 2012 au dus la o alianță între Partidul Muncii și Partidul Popular pentru Libertate și Democrație care a condus la formarea cabinetului Rutte II, Timmermans fiind numit ministru al Afacerilor Externe, preluând mandatul la 5 noiembrie 2012. 
La 17 iulie 2014, Zborul 17 al Malaysia Airlines a fost doborât deasupra Ucrainei, rezultând decesul a 194 de cetățeni olandezi. A doua zi, Timmermans a zburat la Kiev pentru a se întâlni cu președintele Petro Poroșenko și cu premierul pentru a discuta problema, după care, la 21 iulie 2014, Timmermans s-a adresat Consiliului de Securitate al Națiunilor Unite la New York. El a ținut un discurs emoționant care a fost apeciat pe scară largă de comunitatea internațională. Discursul său a cerut prim-ministrului olandez Rutte și comunității internaționale să ajute la aducerea victimelor acasă și începerea unei investigație pentru a se asigura că cei responsabili sunt aduși în fața justiției. El a spus: "Fac apel la comunitatea internațională, la Consiliul de Securitate, la orice persoană care are influență asupra situației de pe teren: permiteți-ne să aducem rămășițele victimelor acasă, celor dragi, fără întârziere. Ei merită să fie acasă." O declarație în discursul său despre modalitatea neatentă cu care s-a spus că populația locală a tratat trupurile victimelor a fost imprecisă. Timmermans a recunoscut acest lucru mai târziu într-o scrisoare către Parlamentul olandez. 

### Comisia Europeană
În septembrie 2014, guvernul Țărilor de Jos l-a numit pe Frans Timmermans drept viitorul său membru al Comisiei Europene sub președintele ales, Jean-Claude Juncker. Începând cu 1 noiembrie 2014, Timmermans a preluat funcția de prim-vicepreședinte al Comisiei Europene și mâna dreaptă a președintelui Juncker. Portofoliul lui Timmermans cuprinde o mai bună legiferare, relații interinstituționale, statul de drept și Carta drepturilor fundamentale.

### Candidatura pentru președinția Comisiei Europene
În octombrie 2018, Timmermanns și-a anunțat candidatura pentru funcția de președinte al Comisiei Europene la alegerile europene din 2019. În februarie 2019, în timpul Congresului Partidului Socialiștilor Europeni (PES) de la Madrid, a fost nominalizat oficial drept candidatul comun al PES. A participat la o serie de dezbateri cu candidații celorlalte partide europene, opozantul său principal fiind conservatorul Manfred Weber. Dar cu toate acestea, în urma alegerilor, propunerea Consiliului European a fost ex-ministra germană a Apărarii, Ursula von der Leyen, învestită ulterior de către Parlament. 
La rugămintea Ursulei von der Leyen, Frans Timmermans și-a continuat rolul de Prim-Vicepreședinte al Comisiei Europene. și a fost desemnat responsabil pentru Pactul Verde European și pentru crearea unei legii climatice.

## Distincții onorifice
- Comandor al Ordinului  Național „Pentru Merit” (România, 2006)[4]
- Palma de onoare (Bulgaria)[4]
- Ofițer al Ordinului Național „Pentru Merit” (Polonia, 2006)[4]
- Cavaler al Legiunii de Onoare (Franța, 2007)[4]
- Mare Cruce al Ordinului „Crucea Sudului” (Brazilia, 2008)[4]
- Prima Clasă a Ordinului Crucii Terra Mariana (Estonia, 2008)[22]
- Mare Cruce al Ordinului lituanian Marele Duce Gediminas (Lituania, 2008)[4]
- Comandor al Ordinului Steaua Polară (Suedia, 2009)[4]
- Mare Cruce al Ordinului Național „Pentru Merit” (Chile, 2009)[4]
- Cavaler al Ordinului de Orania-Nassau (Țările de Jos, 2010)[4]
- Cavaler al Ordinului Suveran al Cavalerilor de Malta

## Legături externe
- Materiale media legate de Frans Timmermans la Wikimedia Commons